# Pseudólogos
Pseudólogos (em grego, singular: Ψεύδος e plural: Ψεύδεα, "mentiras", ou singular: Ψεύδολογος e Ψεύδολογοι, "palavras mentirosas"), na mitologia grega, eram daemones que personificavam as mentiras e as falsidades. Se contavam entre os perversos filhos que teve Éris (a discórdia) por si mesma, ainda que alguns autores acreditavam serem filhos de Éter (o ar) e Gaia (a terra).
A versão a que recorre Esopo afirmava que a mentira representada pelos Pseudólogos foi criada por Dolo, o daemon dos enganos e das artimanhas, quando trabalhava de ajudante de Hefesto. O deus, distraído por umas vozes que lhe chamavam afora, se ausentou da forja justo quando estava fabricando Aleteia (verdade), e deixou só a Dolos. Este daemon aproveitou a ocasião e construiu uma estátua idêntica a de seu mestre. Quando Hefesto voltou se surpreendeu gratamente das artes de seu aprendiz, e meteu ambas estátuas no forno. Mas Dolos não teve tempo para acabar sua obra, e não havia terminado de modelar-lhe os pés. Por isso, quando ambas estátuas saíram do forno, Aleteia caminhava com passos firmes enquanto que Pseudo (a Mentira) o fazia a sua sombra, mas com passos inseguros e cambaleantes.
Por sua natureza, os pseudólogos seriam os daemones opostos a Aleteia, a personificação da verdade. E na mitologia romana, Mendácio (Mendacium) seriam seu equivalente.